# Санда (град)
Санда (јап. 三田市) град је у Јапану у префектури Хјого. Према попису становништва из 2005. у граду је живело 113.572 становника.

## Становништво
Према подацима са пописа, у граду је 2005. године живело 113.572 становника.
| 1995.  | 2000.   | 2005.   |
| ------ | ------- | ------- |
| 96.279 | 111.737 | 113.572 |